# Сонджо (ван Чосона)
Сонджо (кор. 선조, 宣祖, Seonjo) — 14-й ван корейского государства Чосон, правивший с 7 августа 1567 по 16 марта 1608 года. Первоначальное имя — Кюн, изменённое имя — Ён (кор. 연, 昖, Yeon).
Посмертные титулы — Согён-тэван, Тархё-тэван.
При короле Сонджо Корея пережила вторжение японцев во время так называемой Имдинской войны (1592-1598 гг.)